# Neung-dong
Neung-dong (koreanska: 능동)  är en stadsdel i Sydkoreas huvudstad Seoul. Den ligger i stadsdistriktet Gwangjin-gu.